# Austur-Skaftafellssýsla

Austur-Skaftafellssýsla

Die Austur-Skaftafellssýsla ist ein Bezirk im Südosten Islands.
Der Bezirk liegt zwischen dem Vatnajökull und der Südküste, etwa vom Eystrahorn im Osten und dem Skeiðarárjökull im Westen. Der Bezirk fällt mit der Gemeinde Hornafjörður zusammen. Die Stadt Höfn ist der größte Ort und der Vatnajökull sowie der Skaftafell-Nationalpark sind die bekanntesten touristischen Attraktionen. 